# بيتر شابمان (سياسي)
بيتر شابمان (بالإنجليزية: Peter Chapman)‏ هو فلاح وسياسي بريطاني، ولد في 13 مايو 1950. نشط حزبياً في الاسكتلنديون المحافظون ‏. في 2016 Scottish Parliament election ‏، انتخب Member of the 5th Scottish Parliament ‏ عن دائرة North East Scotland (Scottish Parliament electoral region) ‏ وقد انضم خلال فترته النيابية ‏ (5 مايو 2016 – )  للكتلة البرلمانية الاسكتلنديون المحافظون ‏.